# Anthem to Beauty
Anthem to Beauty je hudební dokument o natáčení alb skupiny Grateful Dead Anthem of the Sun a American Beauty. Původně byl vysílán v částečně zkrácené verzi v roce 1997 jako součást televizní série Classic Albums. Na VHS byl vydán roku 1998, na DVD o rok později. Stopáž dokumentu je 1 hodina a 15 minut.

## Obsah
Dokument kombinuje záběry z počátků skupiny Grateful Dead, obsahuje rozhovory s předchozími členy kapely. Phil Lesh, Mickey Hart, Bob Weir, Robert Hunter, a David Grisman, mezi jinými, diskutují o vytvoření experimentu z 1968, psychedelického Anthem of the Sun a folk-rock klasického American Beauty z roku 1970. Poslouchají a analyzují originální studiové nahrávky pro alba, a povídají o práci v těch dobách. Mistr zvukař Stephen Barncard předvádí některé stopy a nahrávky, vzpomíná na nahrávání a zajímavé momenty.
Klávesista Tom Constanten na záznamu vzpomíná o vystoupení v show Hugha Hefnera Playboy After Dark a David Grisman hraje jeho plánovanou kompletní verzi mandolíny z Ripple.

## Seznam skladeb
Uvedený seznam skladeb je ze sestřihu na DVD:
1. Introduction
2. "Truckin'" (Garcia, Hunter, Lesh, Weir)
3. "Candyman" (Garcia, Hunter)
4. Celebration
5. American Beauty Album Cover Creation
6. 1965 — Beginnings
7. Neal Cassady
8. A Record Contract on Their Own Terms
9. "The Other One" (Kreutzmann, Weir)
10. Tom Constanten
11. Anthem of the Sun Album Cover Creation
12. "Born Cross-Eyed" (Weir)
13. David Crosby
14. "Mountains of the Moon" (Garcia, Hunter)
15. "St. Stephen" (Garcia, Hunter, Lesh)
16. "China Cat Sunflower" (Garcia, Hunter)
17. "Attics of My Life" (Garcia, Hunter)
18. "Friend of the Devil" (Garcia, Dawson, Hunter)
19. "Ripple" (Garcia, Hunter)
20. "Sugar Magnolia" (Weir, Hunter)
21. "Box of Rain" (Lesh, Hunter)
22. "Brokedown Palace" (Garcia, Hunter)
23. End credits

## Výroba
- Jeremy Marre – režie
- Nick de Grunwald, Bous de Jong – produkce
- Caroline Thomas – externí produkce
- Chips Chipperfield – konzultace pro seriál
- Terry Shand, Geoff Kempin – výkonný producent pro Castle Music Pictures
- Phil McDonald – střih
- Joel Wykeham – produkční manažer pro seriál
- Mike Shoring – zvukař
- Richard Gibb, Mike Elwell – kamera
- David Gans – konzultace